# Rascló d'Astolfo
El rascló d'Astolfo ( Gallirallus astolfoi ) és un ocell extint de la família dels ràl·lids (Rallidae). 

Aquest rascló va ser descrit l'any 2021 a partir d'un os subfòssil (un tars-metatars esquerre) recollit l'any 2002 per Atholl Anderson al jaciment de la cova Tangarutu a l'illa de Rapa Iti a la Polinèsia Francesa. Aquest restes probablement corresponen a una data entre els anys 1400 i 1600 dC. L'espècie probablement es va extingir després dels primers assentaments humans a l’illa.